# Камертон

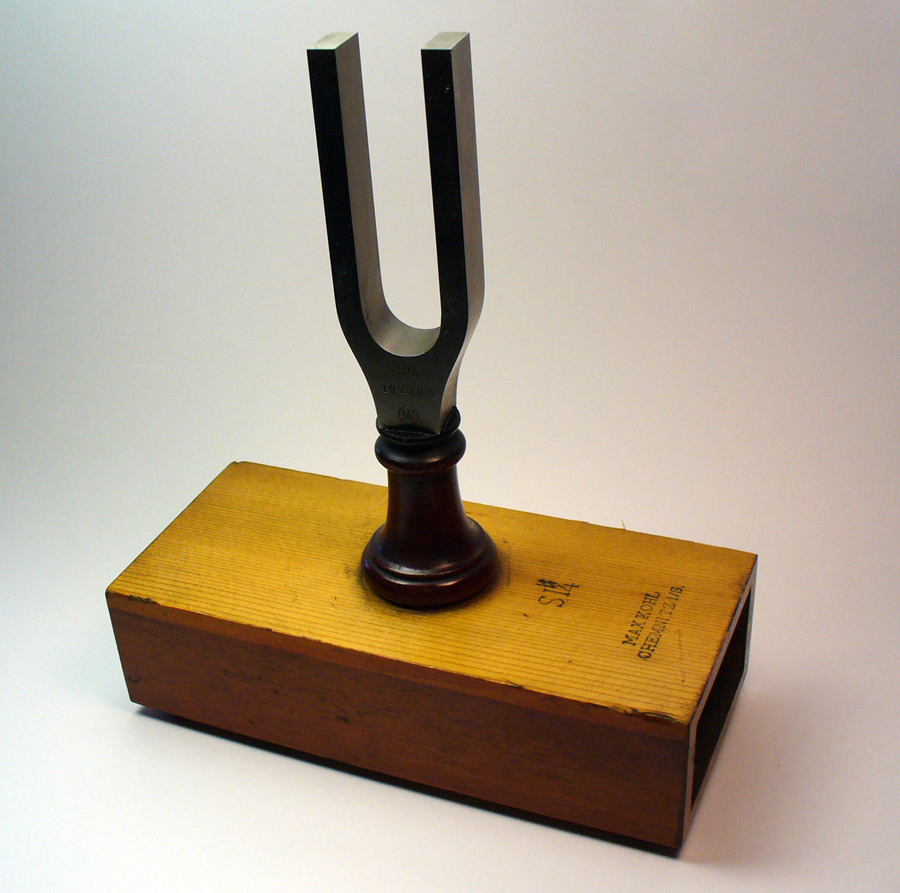
Камертон, встановлений на резонаторі

Камерто́н — прилад для відтворення звуку еталонної висоти, який застосовується для настроювання музичних інструментів та при співі. Найпоширеніший камертон — це U-подібний вібратор-ідіофон зі стабільним строєм та частотою коливань, що дорівнює 440 Гц (ля 1-ї октави).
Існують камертони іншої конструкції та строю, набори камертонів, а також камертони зі змінним строєм. Камертон винайдений придворним англійським трубачем Джоном Шором у 1711 році.

### Історія приладу
До XIX століття камертони не стандартизовувалися і тому їх висота могла варіюватися в досить широких межах навіть у межах одного європейського міста. Наприклад, настройка кафедрального органу в Британії могла відрізнятися від настройки домашніх клавішних інструментів на 5 півтонів. Висота настройки органів могла еволюціонувати з часом навіть у стінах одного собору — настроювання органів передбачало підкручування кінців трубок. Повторюваний часто, процес настройки поступово призводив до їх зношування, в результаті кінці трубочок опускались, їх довжина скорочувалась, а загальний стрій органу відповідно піднімався.
Уяву про давні стандарти настроювання дають камертони-дудки, органні труби та інші джерела. Наприклад, англійські камертони-дудки 1720 року настроювали «ля» першої октави на висоту  380 Гц в той час як органи, на яких грав Йоганн Себастьян Бах в Гамбурзі, Лейпцигу та Веймарі, настроювалися як A =  480 Hz, тобто приблизно 4 півтонами вище. Іншими словами, камертони «ля» 1720 року відповідали звуку «фа» органів Баха.
З XVIII століття використовуються металеві камертони конструкції Джона Шора, проте їх висота також різнилася. Наприклад, камертони, якими користувався Ґеорґ Фрідріх Гендель, датовані 1740 роком, настроювались як A =  422.5 Hz, а пізніше, в 1780 році, як A =  409 Hz, майже півтоном нижче.
Наведені вище цифри базуються на сучасних вимірюваннях і тому не можуть дати точного уявлення про музичну практику минулого. Хоча Марен Мерсенн дав приблизні визначення частоти ще на початку XVII століття, вимірювання висоти звуку не були достатньо точними до початку XIX століття.
Наприкінці XVIII століття спостерігалася тенденція до обмеження «ля» першої октави в межах між  400 і  450 Гц, при чому стандарт поступово підвищувався. Цьому сприяло посилення ролі оркестру, як самодостанього (а не акомпонуючого колективу). Наприклад у 1815 році оркестр Дрезденської опери настроювався під камертон A =  423.2 Hz, тоді як через 11 років цей самий оркестр уже мав еталон A =  435 Hz. В театрі Ла Скала ля першої октави було піднято до висоти  451 Гц. У підручнику з теорії музики Станіслава Людкевича (1921) зафіксовано стандартну висоту камертона A =  435 Hz.

### Сучасна практика
Сучасний стандарт, А = 440, було запропоновано на Штутгартській конференції 1834 року. Щоправда у Франції мали дещо інший погляд на звуковисотність і 1859 року було офіційно проголошено стандарт ля першої октави 435 Гц. Натомість міжнародна конференція 1939 року, а 1955 був прийнятий і Міжнародною Організацією зі Стандартизації.
Деякі колективи, однак не дотримуються міжнародного стандарту і надалі випробовують вплив тенденції до інфляції звуковисотного стандарту. Наприклад, Нью-Йоркський філармонічний оркестр та Бостонський симфонічний оркестр використовують A = 442 Hz, ряд оркестрів Європи, зокрема в таких країнах як Росія, Швеція та Іспанія грають з настройкою A = 443 Hz. A = 442 Гц використовують деякі європейські оркестри (зокрема в таких країнах як Данія, Франція, Угорщина, Італія, Норвегія та Швейцарія). Інфляція звуковисотного стандарту торкнулась і України, наприклад за стандартом 442 і 443 Гц настроєні пропоновані в українському продажу ударні, рекомендації використовувати завищені строї зустрічаються в посібниках для виконавців див.